# Rue du Docteur-Budin
Pour les articles homonymes, voir Budin.
La rue du Docteur-Budin est une voie de la commune française de Cannes dans le département des Alpes-Maritimes en région Provence-Alpes-Côte d'Azur.

## Situation et accès
C'est une voie urbaine de communication, du quartier Riou - Petit Juas - Av. de Grasse, située entre la Rue Louis-Blanc et anciennement la rue des Suisses mais en impasse depuis la couverture à la fin des années 1960 de la voie ferrée par l'avenue des Anciens-Combattants-en-Afrique-du-Nord en contrebas de laquelle elle se trouve. Sa fonction est résidentielle et administrative.

## Origine du nom

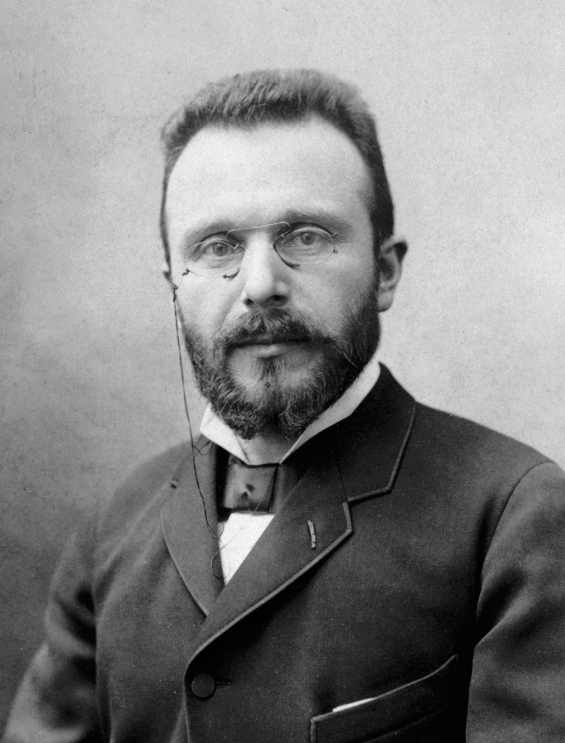
Pierre-Constant Budin.

Elle porte depuis le 16 mai 1923 le nom de Pierre-Constant Budin, qui a participé à la fondation de la Société protectrice des enfants du premier âge La Goutte de lait dont il fut le président d'honneur à Cannes.

## Historique
D'une longueur de 150 mètres, la voie est ouverte après la Grande Guerre.

## Bâtiments remarquables et lieux de mémoire
Au numéro 15 se trouve l'Union locale CGT dont le bâtiment construit en 1972 est représentatif du brutalisme et labellisé « Architecture contemporaine remarquable » en 2006.
Outre ce bâtiment labellisé, le service de l'Inventaire général du patrimoine culturel de la région Provence-Alpes-Côte d'Azur a recensé dans le cadre de l'étude du patrimoine balnéaire de Cannes, au numéro 9 de la rue, l'immeuble « Le Rêve » construit en 1926 par l'architecte Louis Lemessier.
Un centre médico-social et un temple franc-maçon se trouvent également dans la rue